# Божица Дивнић
Божица Дивнић (Нови Карловци, 1924 — Вуковар, 1942) била је учесница Народноослободилачке борбе.

## Биографија
Божица Дивнић, од оца Душана, рођена је у Новим Карловцима 1924. године. Са својим рођеним братом Ацом она се сели у Земун, где се придружује Савезу комунистичке омладине Југославије. Одмах после окупације Божица се укључује у активности Народно ослободилачког покрета и у новембру 1941. године заједно са својим братом бива по први пут ухапшена, али је, услед недостатка доказа, после месец дана пуштена. Међутим, у лето 1942. године поново је ухапшена и спроведена у Вуковар, где су она и њен брат убијени.
По Божици Дивнић је названа једна улица у Земуну.